# Samyutta Nikaya
Samyutta Nikaya ("Coleção de Discursos Agrupados") é uma coletânea de escrituras budistas, o terceiro dos cinco Nikāyas no Sutta Pitaka, que é um dos "três cestos" que compõem o Cânone Pali do budismo theravada.
Como frequentemente os textos da coletânea são escritos de modo abreviado, o número total de suttas/sutras não é claro. Bhikkhu Bodhi organizou o total de suttas em 2904, enquanto a Pali Text Society os apresenta como 2889; já os comentários ao Cânone Pali de Budagosa registram 7762 suttas no Samyutta Nikaya. Um estudo de Rupert Gethin registra o total de suttas da edição birmanesa e cingalesa dessa coletânea como 2854 e 7656, respectivamente, enquanto seu próprio cálculo é de 6696; Gethin também diz que o total na edição tailandesa não é claro. Os suttas/sutras são agrupados em cinco vargas/vaggas(seções). Cada vagga é dividida em samyuttas/saṃyuktas, ou capítulos, cada um dos quais possui um grupo de suttas de um tópico relacionado.

## Paralelos em outras escolas
O Samyutta Nikaya corresponde ao Saṃyukta Āgama preservado nos agamas do Cânone budista chinês, provenientes principalmente de traduções dos registros da escola Sarvastivada, hoje extinta.
Embora haja diferenças entre o conteúdo dos textos, bem como na ordenação dos suttas, há uma considerável semelhança entre o Samyutta do Cânone Pali e a versão preservada no Cânone Chinês. Por pertencerem a tradições budistas que com o tempo ficaram geograficamente distantes (tradição Teravada no sul da Ásia e tradição Sarvastivada ao norte), essa semelhança entre os registros sugere que seu conteúdo é parte da origem da literatura e doutrina budista.

## Conteúdo
Alguns dos assuntos abordados nos suttas do Samyutta Nikaya são: os Cinco agregados, Originação dependente e as Quatro Nobres Verdades.
No Samyutta Nikaya está registrado o Dhammacakkappavattana Sutta (em Português: Colocando a roda do Darma em movimento), o qual é tradicionalmente considerado como o primeiro sermão do Buda histórico. Há variações desse discurso registradas em outros suttas do Cânone Pali.

## Ligações Externas
- Tradução do Saṃyutta Nikāya para o Português no site Buddhasasana.com.br
- Saṃyutta Nikāya em vários idiomas no site Suttacentral.net. O site também contém versões paralelas do Saṃyutta Nikāya registradas no Cânone Budista Chinês.